# Somontín
Somontín község Spanyolországban, Almería tartományban. Lakosainak száma 524 fő (2024).

## Földrajza
Somontín Lúcar, Oria, Purchena és Urrácal községekkel határos.

## Népesség
A település lakosságának változását az alábbi diagram mutatja:
| Lakosok száma | 506  | 530  | 529  | 529  | 542  | 502  | 477  | 446  | 444  | 524  |
|               | 2001 | 2004 | 2006 | 2009 | 2011 | 2014 | 2016 | 2019 | 2021 | 2024 |